# Кайчиммоваям
Кайчиммоваям — река в России, на северо-востоке Камчатского края.
Длина реки — 39 км. Протекает по территории Олюторского района Камчатского края. Впадает в Берингово море.

## Данные водного реестра
По данным государственного водного реестра России относится к Анадыро-Колымскому бассейновому округу.
.